# Thomas Henning
Thomas Kai Henning, né le 9 avril 1956 à Iéna, alors en République démocratique allemande, est un astrophysicien allemand. Depuis 2001, il est directeur de l'Institut Max-Planck d'astronomie. Thomas Henning est spécialiste dans les domaines de la formation stellaire et planétaire.

## Éducation et carrière
Thomas Henning a étudié la physique et les mathématiques à l'Université Ernst-Moritz-Arndt de Greifswald, spécialité physique des plasmas. Il poursuivit ses études à l'Université Friedrich-Schiller d'Iéna où il s'est spécialisé en astronomie et astrophysique et obtint son doctorat en 1984. Il effectua ensuite un postdoctorat à l'Université Charles de Prague en 1984-1985 avant de revenir à Iéna où il exerça comme assistant à l'Observatoire d'Iéna (de), achevant son habilitation en 1989. Il devint alors scientifique invité de l'Institut Max-Planck de radioastronomie à Bonn en 1989-1990 puis chargé de cours invité (guest lecturer) à l'Université de Cologne en 1991. Henning retourna à l'Université d'Iéna la même année et devint scientifique gestionnaire (?, managing scientist) de l'unité de recherche « Poussières dans les régions de formation d'étoiles » au Max-Planck, poste qu'il aura occupé jusqu'en 1996. Henning devint professeur à l'Université d'Iéna en 1992.
En 1999, Thomas Henning obtint une chaire d'astrophysique à l'Université d'Iéna, poste qu'il occupa jusqu'en 2002. Au même moment, il devint directeur de l'Institut d'astrophysique et de l'Observatoire d'Iéna. La même année, il fut choisi comme membre de l'Académie allemande des sciences Leopoldina et servit en tant que professeur invité à l'Université d'Amsterdam. De 2000 à 2007, il fut co-président du groupe de recherche « Astrophysique de laboratoire » de la Fondation allemande pour la recherche (Deutsche Forschungsgemeinschaft, DFG) à Chemnitz et Iéna. Depuis 2001, il est directeur et membre scientifique à l'Institut Max-Planck d'astronomie où il est à la tête du département de formation planétaire et stellaire. Il conserve son poste de professeur à Iéna et, en 2003, a rejoint le corps professoral de l'Université d'Heidelberg en tant que professeur honoraire.

## Recherches
Thomas Henning travaille dans le domaine de la formation stellaire et planétaire. Une de ses spécialités concerne l'observation et la modélisation de disques protoplanétaires situés autour de jeunes étoiles — une des premières phases de l'évolution des systèmes planétaires. À cette fin, Henning a également effectué des recherches sur les propriétés de la poussière interstellaire et, de façon plus général, sur la physique et la chimie du milieu interstellaire — aussi bien du point de vue théorique qu'en utilisant les méthodes d'astrophysique de laboratoire et d'astronomie observationnelle. Son travail d'observation a principalement lieu dans les domaines infrarouge et submillimétrique.
Tout au long de sa carrière, Thomas Henning a été impliqué dans des grands projets de recherche coopératif tels que la fabrication d'instruments pour le télescope spatial Herschel de l'Agence spatiale européenne, le télescope spatial James-Webb et les télescopes de l'Observatoire européen austral (ESO) ; la construction du Large Binocular Telescope en Arizona ; the Spitzer Legacy Project "Formation of Planetary Systems", several Herschel legacy projects, the Pan-STARRS survey and the HAT-South transit network. Thomas Henning est membre de plusieurs astronomical steering and advisory committees, dont le conseil de l'ESO, the German National COSPAR committee, the CAHA board, the boards of directors of the LBT and of PS1, et le conseil consultatif scientifique du Thüringer Landessternwarte Tautenburg. Il est également président du comité pour les subventions avancées (Advanced Grants) "Science de l'Univers" du Conseil européen de la recherche et membre du comité d'examen au professorat de l'Académie royale néerlandaise des arts et des sciences.

## Distinctions et récompenses
L'astéroïde (30882) Tomhenning est nommé en son honneur.

## Sources et références
- (en) Cet article est partiellement ou en totalité issu de l’article de Wikipédia en anglais intitulé « Thomas Henning » (voir la liste des auteurs).

1. ↑  (de) « Thomas Kai Henning » [html], sur Université Friedrich-Schiller d'Iéna (consulté le 15 janvier 2015)
2. 1 2  Note biographique sur les pages de la Société Max-Planck (consulté le 15 octobre 2011) et entrée concernant Thomas Henning dans le Who's Who at Jena University (« Qui est qui à l'Université d'Iéna ») (consulté le 19 février 2011).
3. ↑  Thomas Henning sur le dossier des membres sur la page de l'Académie allemande des sciences Leopoldina (consulté le 15 octobre 2011).
4. ↑  Sections "Forschungsprojekte" et "Mitgliedschaften und Funktionen" de l'entrée concernant Thomas Henning sur le Who's Who at the University of Jena (consulté le 19 février 2011).
5. ↑  (en) « (30882) Tomhenning » [html] sur la base de données du Centre des planètes mineures (consulté le 15 janvier 2015)